# Kasteel Schiplaken

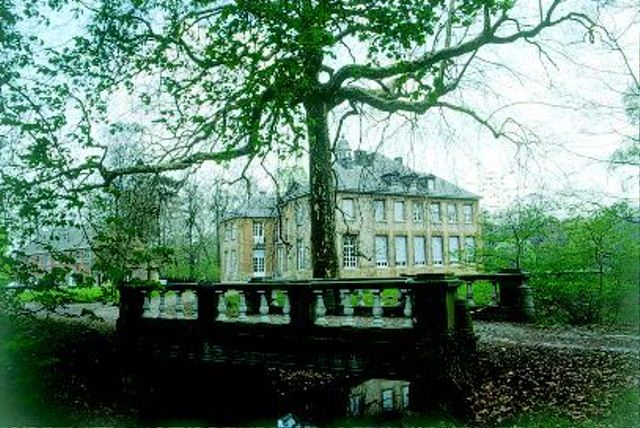
Kasteel Schiplaken

Het Kasteel Schiplaken is een kasteel, gelegen in de tot de Vlaams-Brabantse gemeente Boortmeerbeek behorende plaats Schiplaken.

## Geschiedenis
De oorsprong van het domein is middeleeuws. Het betrof een waterkasteel dat aan de zuidgrens van het Land van Mechelen was opgetrokken. In de baroktijd werd het kasteel al van een siertuin voorzien.
In 1820 werd een nieuw kasteel gebouwd in neoclassicistische trant in opdracht van Antoine-Philippe-Fiacre-Ghislain de Vischer. Dit werd omringd door een Engelse landschapstuin, voorzien van een romantisch kunstmatig rivierenlandschap, gevoed door de Zwarte Beek. Ook werd toen de ijskelder gebouwd.
In 1895 werd het domein verkocht aan burggraaf Georges Terlinden, die het domein Schiplaken tijdens de zomer bewoonde. Kort na 1895 werd het kasteel verbouwd en verkreeg eclectische stijlelementen. De familie woonde 's winters in Schaarbeek in het van de familie Eenens, meer bepaald van Terlindens schoonvader Alexis Eenens geërfde landgoed, dat in 1950 door de gemeente Schaarbeek werd aangekocht en het Huis der Kunsten werd.
In 1914 werd het kasteel zwaar beschadigd door oorlogsgeweld. Daarna werd het herbouwd in een trant die het meest leek op de situatie van 1820, zodat het kasteel weer een neoclassicistisch uiterlijk kreeg. Tijdens de Tweede Wereldoorlog werd in 1944 vooral het park beschadigd door de legering van een Amerikaanse transporteenheid. Deze schade werd hersteld.
In de nabijheid van het kasteel vindt men het Schiplakenbos, het Steentjesbos (46 ha) en het natuurreservaat Terlinden.